# 波格丹诺维奇区
波格丹诺维奇区（羅馬化：Bogdanovichskiy rayon）是俄罗斯斯维尔德洛夫斯克州的一个区，行政中心为波格丹诺维奇。该区2021年人口有45,804人；2010年人口47,027；2002年人口18,042；1989年人口18,569。